# Center Township (comté de Ralls, Missouri)
Center Township est un ancien township, situé dans le comté de Ralls, dans le Missouri, aux États-Unis,.
Le township est situé au centre géographique du comté, d'où son nom.

### Source de la traduction
- (en) Cet article est partiellement ou en totalité issu de l’article de Wikipédia en anglais intitulé « Center Township, Ralls County, Missouri » (voir la liste des auteurs).